# Tiny Grimes

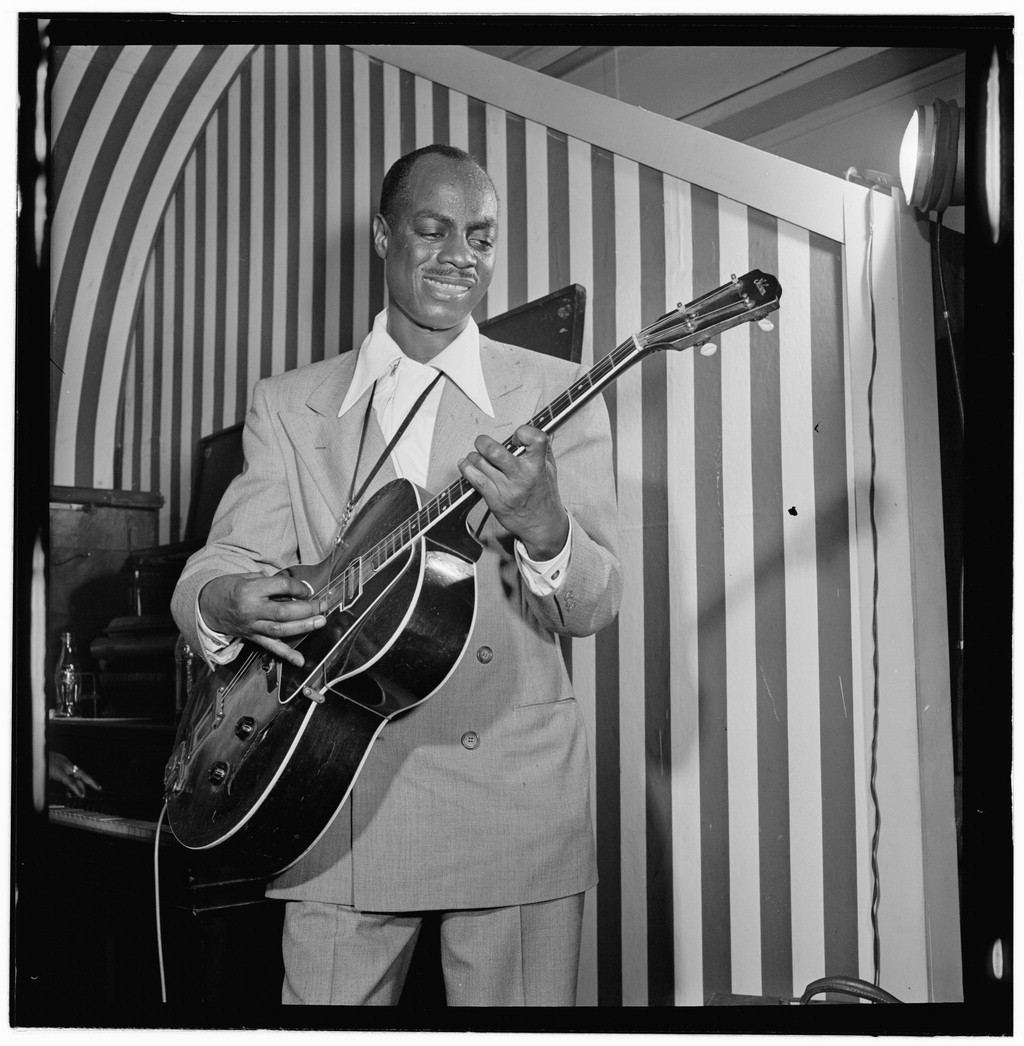
Tiny Grimes mit Tenorgitarre (Modell Gibson EST-150), etwa 1947. Fotografie von William P. Gottlieb, New York

Lloyd „Tiny“ Grimes (* 7. Juli 1916 in Newport News, Virginia; † 4. März 1989 New York City) war ein US-amerikanischer Jazz- und Rhythm-and-Blues-Gitarrist und Sänger. Mit seinem Quartett spielte er mit Charlie Parker die ersten Bebop-Stücke in einer regulären Aufnahmesitzung ein.

## Leben und Wirken
Grimes spielte zunächst Schlagzeug. Er spielte als Autodidakt Klavier und nahm ab 1935 an Amateurwettbewerben in Washington, D.C.  teil. 1938 war er als Pianist und Tänzer in New York tätig. Unter dem Einfluss von Charlie Christian, mit dem er in Minton’s Playhouse in Harlem jammte, lernte er ohne Unterricht das Gitarrespiel und spielte 1940/41 bei der Band The Cats And The Fiddle. Diese Formation verwirklichten die Idee von vier Stimmen als Saxophonsatz gleich auf ihrer ersten 78er, dem Stück Gangbusters, das die Vokaltranskription eines Chorus enthielt, den Benny Carter für seinen Saxophonsatz geschrieben hatte. Höhepunkt ihrer kurzen Karriere waren die Platten Killing Jive, Public Jitterbug No. 1 und When I Grew Old Too Old to Dream, die sie für Bluebird Records einspielten.
Bekanntheit auf der damaligen Jazz-Szene erlangte er durch die Mitgliedschaft im Duo mit Slam Stewart, das das Rückgrat für das Trio von Art Tatum (1943–44) bildete. Grimes, der stets eine viersaitige Tenorgitarre spielte, machte in dieser Zeit Aufnahmen mit Earl Bostic, Walter Brown, Buck Clayton, Cozy Cole, John Hardee, Clyde Hart, Coleman Hawkins, Billie Holiday, den Metronome All-Stars, Hot Lips Page, Ike Quebec und vielen anderen.
Ab 1947 versuchte Grimes sein Glück mit Rhythm-and-Blues-Bands, wie den Rockin’ Highlanders, die in schottischen Kilts auftraten (mit dem Saxofonisten Red Prysock bzw. Benny Golson und dem Sänger Screaming Jay Hawkins), sowie den Tiny “Mac” Grimes; Aufnahmen entstanden für United. Er ist auch 1953 als Begleiter auf dem Hit Gee der Gruppe The Crows zu hören, der als eine der ersten Rock-’n’-Roll-Aufnahmen gilt (andere nennen den von Grimes August 1946 in New York aufgenommenen Titel Tiny’s Boogie). Eine Krankheit zwang ihn, ab 1964 zu pausieren, aber ab 1968 war er wieder auf Festivals und Workshops zu hören, so unter anderem mit Ray Nance, Milt Buckner, Jay McShann, Earl Hines und Larry Coryell. Er war 1971 einer der Gitarristen bei dem großen All-Star-Konzert in der New York (dokumentiert auf The Guitar Album – The Historic Town Hall Concert). 1973 und 1974 trat er auf den Newport Jazz Festivals auf und spielte dann wieder regelmäßig in den New Yorker Clubs wie dem West End Cafe.

## Die „Red-Cross-Session“
Im September 1944 jammte Charlie Parker häufig mit der Tiny Grimes Band in den Jazzclubs der 52nd Street. Am 14. September wollte Buck Ram, der damalige Aufnahmeleiter von Savoy Records mit Tinys Band Aufnahmen machen. Weil er sich davon mehr Erfolg versprach, wollte Tiny in erster Linie Gesangsnummern einspielen, der erste Instrumentaltitel (Tiny’s Tempo) war eher als „Aufwärmer“ gedacht. Die Session entwickelte sich aufgrund der mangelnden Sangeskünste von Tiny Grimes so desaströs, dass Buck Ram die Band und Charlie dazu aufforderte, einen zweiten Instrumentaltitel einzuspielen (beide Titel waren eigentlich für die Rückseite der 78er-Schellackplatten gedacht). So entstanden die zwei Takes von Red Cross von Charlie Parker. Bird folgt hier zwar noch dem eher konventionellen rhythmischen Rahmen des Swing, verschiebt aber schon die Akzente zum aufkommenden Bebop und phrasiert mit modernem Feeling. Tiny’s Tempo und Red Cross wurden nach ihrer „Entdeckung“ durch die Jazzfans zu so etwas wie Grundsteinen einer modernen Plattensammlung. Savoy Records erkannte schließlich den Wert dieser Aufnahmen und brachte sie auf einer Platte heraus (Wilson/Goeman).
Die Gesangsstücke dieser Session lauteten: I’ll Always Love Just The Same und Romance Without Finance. Sie sind nicht auf der LP/CD The Immortal Charlie Parker (Savoy) enthalten.

## Diskographische Hinweise
Als Leader 
- The Complete Tiny Grimes 1944–1950, Vol. 1–2 (Blue Moon)
- The Complete Tiny Grimes 1950–1954, Vol. 1–5 (Blue Moon)
- Callin’ The Blues (Prestige/OJC, 1958) mit J. C. Higginbotham, Eddie Lockjaw Davis, Ray Bryant, Wendell Marshall, Osie Johnson
- Blues Groove (Prestige, 1958)
- Tiny in Swingville (Prestige/OJC, 1959) mit Ray Bryant
- Some Groovy Fours (Classic Jazz, 1968–1974)

Als Sideman
- Art Tatum: The V-Discs (Black Lion, 1944–1946)
- Art Tatum: Over The Rainbow  (Dreyfus, 1940–1949)
- Billie Holiday: Billies Blues (Blue Note, 1951)

- Charlie Parker: The Immortal Charlie Parker (Savoy, 1944–1948)
Die Tiny Grimes Band mit Harold West (dr), Jimmy Butts (b, voc), Clyde Hart (p). Tiny Grimes war zwar der Leiter der „Red-Cross-Session“, veröffentlicht wurde sie später nur noch unter Charlie Parkers Namen.

- The Prestige Blues Swingers: Soul Street (Sampler, Prestige, 1958–1962)
- Coleman Hawkins: Hawk Eyes (Prestige/OJC, 1959)